# Лукас, Эрик
Эрик Лукас (англ. Éric Lucas; род. 29 мая 1971, Монреаль) — канадский боксёр, представитель полутяжёлой и второй средней весовых категорий. Выступал за сборную Канады по боксу в конце 1980-х годов, участник и призёр турниров международного значения. В период 1991—2010 годов боксировал на профессиональном уровне, владел титулом чемпиона мира по версии Всемирного боксёрского совета (WBC).

## Биография
Эрик Лукас родился 29 мая 1971 года в Монреале, Канада.

### Любительская карьера
Начинал боксёрскую карьеру как любитель. В 1989 и 1990 годах состоял в канадской национальной сборной, принял участие в нескольких крупных международных турнирах, как то Кубок Канады в Оттаве и Открытый чемпионат Франции в Сен-Назере — выиграл здесь награды бронзового достоинства.

### Профессиональная карьера
Покинув расположение канадской сборной, в декабре 1991 года Лукас успешно дебютировал на профессиональном уровне. Долгое время шёл без поражений, в 1993 году завоевал титул чемпиона Канады среди профессионалов во второй средней весовой категории, а в 1994 году стал чемпионом Континентальной Америки по версии Всемирного боксёрского совета (WBC).
В августе 1995 года боксировал с американским проспектом Брайантом Бреннаном (14-0) за титул чемпиона Североамериканской боксёрской федерации (NABF) и проиграл раздельным решением судей, потерпев тем самым первое поражение в профессиональной карьере.
В 1996 году Лукас дважды имел возможность заполучить титул чемпиона мира. Сначала во Франции он встретился с французом Фабрисом Тьоззо (32-1) в бою за титул чемпиона в полутяжёлом весе по версии WBC и проиграл по очкам, затем в США провёл бой с непобеждённым американцем Роем Джонсом (31-0) за титул чемпиона во втором среднем весе по версии Международной боксёрской федерации (IBF) и проиграл досрочно в 11 раунде в связи с отказом секунданта.
Несмотря на проигрыши, Лукас продолжал активно выходить на ринг, в последующие годы одержал несколько побед в рейтинговых поединках, стал чемпионом Канады в полутяжёлом весе, завоевал и защитил титул интернационального чемпиона WBC во втором среднем весе. Отметился победами над такими известными боксёрами как Сегундо Меркадо (19-5-2), Лаверн Кларк (12-7-1), Алекс Хилтон (35-4).
В декабре 1999 года в претендентском бою WBC встретился с британцем Гленном Катли (24-3), но проиграл техническим нокаутом в двенадцатом раунде.
В июле 2001 года вновь вышел на ринг против Гленна Катли (26-4) и на сей раз отправил его в нокаут в седьмом раунде, получив при этом вакантный титул чемпиона мира WBC во второй средней весовой категории.
Полученный титул чемпиона Лукас сумел защитить три раза, выиграв у таких боксёров как Дингаан Тобела (40-8-2), Винни Пациенца (49-9) и Омар Шейка (23-3). Лишился пояса в рамках четвёртой защиты в апреле 2003 года, когда в Германии раздельным судейским решением уступил немцу Маркусу Байеру (26-1).
В декабре 2003 года боксировал с австралийцем Дэнни Грином (16-1) в бою за титул временного чемпиона мира WBC, проиграв техническим нокаутом в шестом раунде.
В 2006 году оспаривал титул чемпиона мира во втором среднем весе по версии Всемирной боксёрской ассоциации (WBA), но не смог выиграть у действующего чемпиона из Дании Миккеля Кесслера (36-0). После этого поражения Лукас объявил о завершении спортивной карьеры и затем занимался промоутерской деятельностью в своей компании InterBox.
В 2009 и 2010 годах дважды возвращался в профессиональный бокс, в последнем случае потерпел поражение от мексиканца Либрадо Андраде (28-3). В общей сложности провёл на профи-ринге 50 боёв, из них 39 выиграл (в том числе 15 досрочно), 8 проиграл, тогда как в трёх случаях была зафиксирована ничья.